# TV Jahn-Rheine 1885
Der Turnverein Jahn-Rheine 1885 e. V. (kurz: TV Jahn) ist ein Sportverein aus der nordrhein-westfälischen Stadt Rheine. Mit 10.382 Mitgliedern (Stand: 1. Januar 2025) ist der Verein neben Preußen Münster einer der beiden größten Sportvereine des Münsterlandes und gehört damit zu den größeren Sportvereinen in Deutschland.

## Abteilungen
Der TV Jahn-Rheine hat folgende Abteilungen:
Aikidō, American Football, Aquasport, Badminton, Baseball, Basketball, Billard, Bogenschießen, Boule, Boxen, Cheerleading, Dance Company, Darts, Handball, Judo, Karate, Kickboxen / Thaiboxen / Brasilianisches Jiu-Jitsu / Ringen, Leichtathletik, Parkour, Rollstuhltanzsport, Rope Skipping, Rugby, Schwimmen, Tanzen, Tauchen, Tennis, Tischfußball, Tischtennis, Turnen, Volleyball

## Organisation
Die Abteilungen des TV Jahn-Rheine wählen intern jeweils eigene Abteilungsvorstände und darüber hinaus entsprechend ihrer Abteilungsstärke mindestens einen oder mehrere Delegierte, die sie in die Delegiertenversammlung des Vereins entsenden. Die Delegiertenversammlung des TV Jahn übernimmt entsprechend einer Mitglieder- oder Hauptversammlung die repräsentative und beschlussfassende Funktion für alle Mitglieder des Vereins.
Geschäftsführend steht an der Spitze des TV Jahn ein hauptamtlicher Vorstand, bestehend aus einem Vorstandsvorsitzenden und zwei Stellvertretenden Vorstandsvorsitzenden. Der Vorstand trägt die Gesamtverantwortung für die strategische und operative Führung des Vereins.
Das Präsidium des TV Jahn repräsentiert den Verein nach außen und tritt als dessen Gesicht in der Öffentlichkeit auf. Es setzt sich zurzeit zusammen aus einem Präsidenten, zwei Vizepräsidenten, einem Ehrenpräsidenten und fünf Präsidiumsmitgliedern.

## Sportstätten und Einrichtungen

Der Sportpark des TV Jahn

Der TV Jahn-Rheine unterhält zwei vereinseigene Sportstätten sowie einen Bewegungskindergarten.
Der Sportpark des TV Jahn wurde am 16. April 1978 offiziell den Sporttreibenden übergeben.
Auf einer Gesamtfläche von rund 55.000 Quadratmetern finden sich unter anderem Beach-Volleyball-Felder, eine Bogenschießanlage, eine Bouleanlage, Spielflächen für Kinder sowie Tennisplätze und -hallen. Die ebenfalls auf dem Areal stehenden Vereinsgebäude umfassen insgesamt rund 6.000 Quadratmeter. Sie beherbergen unter anderem ein Fitnessstudio, mehrere Gymnastik-, beziehungsweise Tanzsport- und Kampfsporthallen unterschiedlicher Größe, ein Café, die Verwaltung des Vereins sowie die Gebäude des vereinseigenen Kindergartens.

Das 2016 eröffnete Sportforum

Das Sportforum des TV Jahn wurde am 15. Januar 2016 offiziell eröffnet. Das Gebäude bietet auf zwei Ebenen Platz für ein rund 200 Quadratmeter großes Fitnessstudio, drei Gymnastikräume mit Größen von bis zu 200 Quadratmetern, ein Café sowie eine angeschlossene Turnhalle mit rund 400 Quadratmetern Grundfläche.

Der 1994 eröffnete Bewegungskindergarten Mobile

Der Bewegungskindergarten Mobile des TV Jahn wurde am 1. Dezember 1994 in Betrieb genommen. Die Gebäude liegen auf dem Areal des Sportparks des TV Jahn und bieten insgesamt Platz für sechs Gruppen, die je über zwei eigene Gruppenräume und einen Bewegungsraum verfügen.

## Geschichte
Der heutige TV Jahn-Rheine 1885 ist hervorgegangen aus dem Zusammenschluss des Turnvereins Rheine 1885 mit dem Turnverein Jahn, Rheine-Eschendorf am 4. April 1937, damals unter dem neuen Namen Turngemeinde Jahn Rheine.

### Turnverein Rheine 1885
Der Turnverein Rheine 1885 (kurz: TV Rheine 1885), der ältere der beiden Vorgängervereine, wurde am 15. Oktober 1885 in der damaligen Gaststätte Fuest an der Marktstraße gegründet. Mit Gründung dieses Vereins begann zugleich die Geschichte des außerschulischen Vereinssports in der Stadt Rheine.
Im Protokoll der Gründungsversammlung werden 33 Namen aufgeführt. Der Gelbgießergeselle  Bernhard Schmitz, Hauptinitiator der Vereinsgründung, wurde zum 1. Vorsitzenden des Vereins gewählt. Erste Übungsstätte wird die 1877 ursprünglich für den Schulsport erbaute, städtische Turnhalle am Südring (heute Kardinal-Galen-Ring). Für die Benutzung der Halle wurden dem Verein für Beleuchtung, Heizung und Reinigung im Winter 1,25 Mark, im Sommer 50 Pfennig berechnet. Zum Vergleich: Textilarbeiter in der Baumwollindustrie hatten Ende des 19. Jahrhunderts einen  durchschnittlichen Stundenlohn von 12 bis 20 Pfennig.
Für das Jahr 1890 wird berichtet, dass unter dem ersten Turnwart des Vereins, Richard Kirchner bereits 150 junge Männer trainierten. Während des Ersten Weltkrieges ruhte der Turnbetrieb im Verein. Im Jahr 1920 wurde eine Turnerinnenabteilung gegründet. War der Verein bis dahin nur im Geräteturnen aktiv, wurde nun auch das sogenannte Volksturnen angeboten, das sich seit Ende des Ersten Weltkrieges zunehmend zur modernen Leichtathletik entwickelt hatte.
Im November 1933 wurde der TV Jahn-Rheine 1885 mit dem Turnverein Jahn, Rheine-Eschendorf und dem Turnclub Westfalia zwangsweise zur Rheiner Turnvereinigung zusammengeschlossen.

### Turnverein Jahn-Eschendorf
Der Turnverein Jahn-Eschendorf (kurz: TV Jahn-Eschendorf) wurde gegründet am 1. Dezember 1907 in der Gaststätte Eschendorfer Hof in Eschendorf, einem heutigen Rheiner Stadtteil, der damals noch nicht zur Stadt gehörte und erst 1925 im Rahmen einer Kommunalreform eingemeindet wurde. Im Zuge der Eingemeindung benannte sich der Verein um in Turnverein Jahn, Rheine-Eschendorf.
Turnlokal war zunächst der Saal der Gaststätte Laurenz an der Osnabrücker Straße. Im Jahr 1910 wurde der Saal der Gaststätte Cordesmeyer zum neuen Turnlokal des Turnvereins Jahn-Eschendorf.
Während des Zeit des Ersten Weltkrieges ruhte der Übungsbetrieb. Schon kurz nach dem Waffenstillstand vom 11. November 1918 wurde der Turnbetrieb Ende des Jahres wieder aufgenommen.
Im Jahr 1920 wurde im Verein eine Turnerinnenabteilung eingerichtet. Ebenfalls 1920 entstanden eine Faustballabteilung sowie eine Leichtathletikabteilung, die noch im gleichen Jahr beachtliche sportliche Erfolge vorweisen konnte und schon bald zu einer der tragenden Säulen des Vereins wurde.
Im November 1933 wurde der Turnverein Jahn, Rheine-Eschendorf mit dem TV Jahn-Rheine 1885 und dem Turnclub Westfalia zwangsweise zur Rheiner Turnvereinigung zusammengeschlossen.

### TV Jahn-Rheine 1885 (ab November 1933)
Dem Zusammenschluss des Turnvereins Jahn, Rheine-Eschendorf mit dem TV Jahn-Rheine 1885 im April des Jahres 1937 vorausgegangen waren bereits zwei zwangsweise Vereinigungen der seinerzeit insgesamt drei Rheiner Turnvereine im Zuge der Gleichschaltung nach der Machtergreifung der Nationalsozialisten.
Im November 1933 mussten sich die Vereine TV Jahn-Rheine 1885, der Turnverein Jahn, Rheine-Eschendorf und als dritter Verein der Turnclub Westfalia zur Rheiner Turnvereinigung zusammenschließen. Darin führten die Vereine, kontrolliert vom Nationalsozialistischen Reichsbund für Leibesübungen, nominell noch ein Eigenleben. Die Turnvereinigung stieß bei den Mitgliedern der drei Vereine allgemein auf Ablehnung, und so kam der der Übungsbetrieb schließlich mehr und mehr zum Erliegen. Die Rheiner Turnvereinigung wurde aus diesem Grund aufgelöst und die drei Vereine im Jahr 1935 in den neu gegründeten Turnerbund Rheine gezwungen. Auch im Turnerbund gelang es den Vereinen nicht, den Übungsbetrieb wieder zu beleben. Erst die Auflösung des Turnerbundes Rheine und der 1937 ebenfalls nicht freiwillig erfolgte Zusammenschluss von TV Jahn-Rheine 1885 mit dem Turnverein Jahn, Rheine-Eschendorf zur Turngemeinde Jahn Rheine, brachte eine Wiederbelebung des Übungsbetriebes.
In den ersten Monaten nach dem Ausbruch des Zweiten Weltkrieges am 1. September 1939 versuchte die Turngemeinde Jahn zwar noch den Übungsbetrieb aufrechtzuerhalten, musste ihn aber kriegsbedingt nach einigen Monaten einstellen.
Nach Ende des Zweiten Weltkrieges stellte die Turngemeinde Jahn Rheine am 10. September 1945 einen Antrag auf „Wiedereröffnung des Turnbetriebes“ beim Bürgermeisteramt der Stadt Rheine. Zunächst verstand sich der Verein als Fortsetzung des 1907 gegründeten Turnvereins Jahn-Eschendorf.
Am 1. November 1945 erhielt der Verein die Genehmigung, einen Teil der Reithalle in Eschendorf zu Trainingszwecken zu nutzen. Im Zuge der Aufarbeitung der nationalsozialistischen Vergangenheit wurde dem Verein im Mai 1946 untersagt, den Namensbestandteil „Jahn“ zu führen, da mit diesem antidemokratische und militaristische Tendenzen verbunden wurden. Der Verein nannte sich daher fortan Turnverein Eintracht Rheine-Eschendorf.
Ende des Jahres 1948 erlaubte die Militärregierung wieder das Führen des Bestandteiles „Jahn“ in Vereinsnamen, worauf der Verein am 6. November seinen heutigen Namen TV Jahn-Rheine 1885 annahm. Damit ist auch die 1937 unter dem Druck der Nationalsozialisten erfolgte Verschmelzung des TV Rheine 1885 mit dem TV Jahn, Rheine-Eschendorf endgültig besiegelt.

Im Jahr 1960 feiert der TV Jahn-Rheine 1885 mit einer Festwoche vom 10. bis 17. Juli sein 75-jähriges Jubiläum.

Das Jedermannturnen oder der Zweite Weg im Sport wurde 1963 auch im TV Jahn-Rheine propagiert. Die neuen Gruppen bildeten gemeinsam mit der bereits 1961 gegründeten Frauen-Gymnastik-Gruppe die Grundlage zum allmählichen Aufstieg zum Großverein.
1966 löste die gedruckte Vereinszeitung mit dem Titel Der Überschlag das alte Mitteilungsblatt ab. Am 8. Juni 1966 trat das 1.000. Mitglied dem Verein bei, der damit zum Großverein wurde. 1967 richtete der Verein im Keller der Turnhalle an der Johannesschule erstmals eine Vereinsgeschäftsstelle ein. Die Mitgliederversammlung verabschiedete 1973 eine neue Satzung, die die von 1949 ablöst. Gleichzeitig wurde damit der Weg geebnet für die Planung des heutigen Freizeitparks, indem die Versammlung einen entsprechenden Grundsatzbeschluss fasste. Im selben Jahr wurde erstmals die Grenze von 2.000 Mitgliedern überschritten.

1977: Erste Bauarbeiten im neuen Sportpark des TV Jahn

1976 stellte die Stadt Rheine dem Verein das jetzige Vereinsgelände für den Freizeitpark zur Verfügung. Durch die Fertigstellung der städtischen  Kopernikussporthalle im selben Jahr erhielt der Verein weiteren Auftrieb. Im selben Jahr überstieg die Mitgliederzahl des Vereins erstmals die 3.000er Marke. 1977 erfolgten die ersten Baumaßnahmen im Freizeitpark. Die ersten Tennisplätze wurden im Frühjahr 1978 zur Benutzung freigegeben.
Seit 1980 ist die Delegiertenversammlung das oberste Organ des Vereins. In den folgenden Jahren wurde die Vereinsarbeit ganz auf das Jubiläum zum hundertjährigen Bestehen abgestellt. Die Veranstaltungen rund um dieses Jubiläum brachten dem Verein so viel Auftrieb, dass seine Mitgliederzahl im Herbst des Jahres 1985 erstmals die 4.000 überstieg.
Im Jahr 1994 eröffnete der Verein seinen Bewegungskindergarten Mobile. Mit dem Sportforum stellte der TV Jahn-Rheine im Jahr 2016 seine zweite, vereinseigene Sportstätte fertig.
Zum 1. Januar 2025 überstieg die Mitgliederzahl die Grenze von 10.000 Mitgliedern.